# Avon-les-Roches
Avon-les-Roches – miejscowość i gmina we Francji, w Regionie Centralnym, w departamencie Indre i Loara.
Według danych na rok 1990 gminę zamieszkiwało 560 osób, a gęstość zaludnienia wynosiła 17 osób/km² (wśród 1842 gmin Regionu Centralnego Avon-les-Roches plasuje się na 635. miejscu pod względem liczby ludności, natomiast pod względem powierzchni na miejscu 285.).